# Taahuaia
Taahuaia es una comuna asociada de la comuna francesa de Tubuai que está situada en la subdivisión de Islas Australes, de la colectividad de ultramar de Polinesia Francesa.

## Composición
La comuna asociada de Taahuaia comprende una fracción de la isla de Tubuai y los seis motus más próximos a dicha fracción:
| Comuna asociada de Taahuaia   |                  |                  |                    |
| Fracción de la isla de Tubuai | Población (2012) | Superficie (km²) | Densidad (hab/km²) |
| Taahuaia                      | 572              | -                | -                  |
| Islotes                       | Población (2012) | Superficie (km²) | Densidad (hab/km²) |
| Mitiha                        | -                | -                | -                  |
| Motu One                      | -                | -                | -                  |
| Ofai                          | -                | -                | -                  |
| Rautaro                       | -                | -                | -                  |
| Roa                           | -                | -                | -                  |
| Toena                         | -                | -                | -                  |

## Demografía
| Gráfica de evolución demográfica de Taahuaia entre 1977 y 2012 |
|                                                                |

Fuente: Insee